# Mule

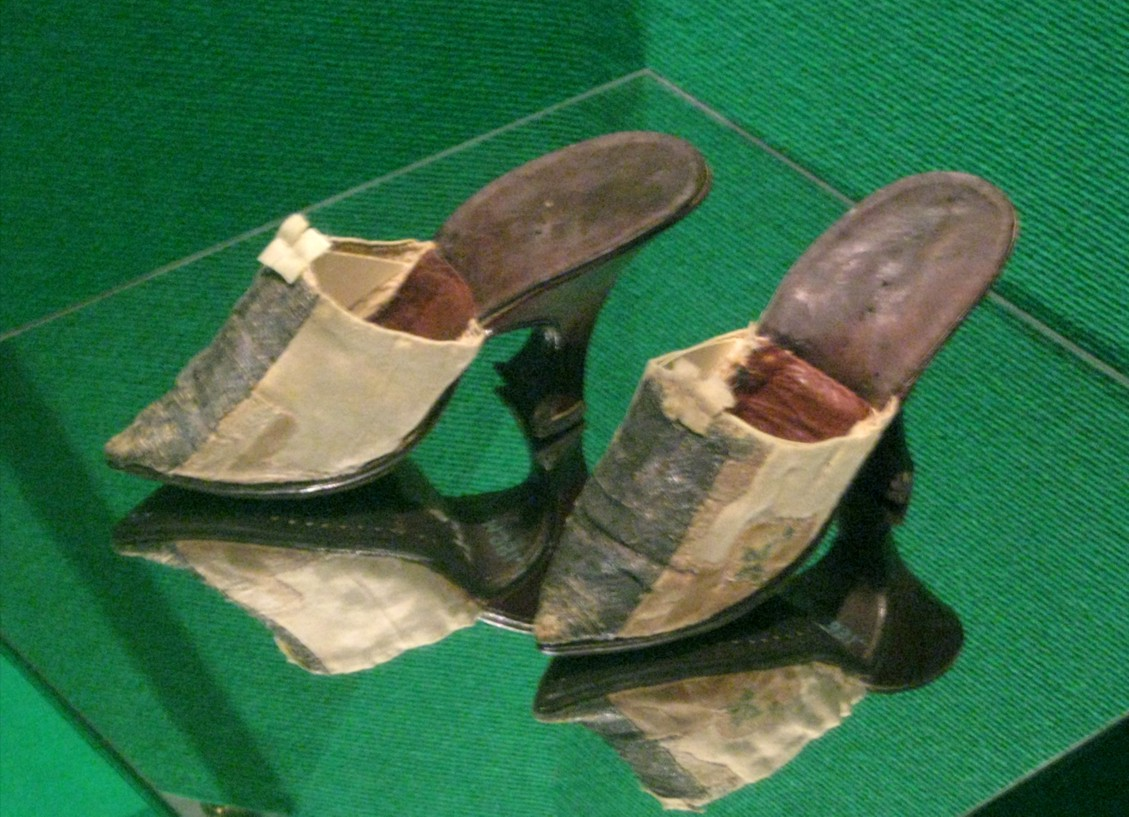
Mules de Catarina, a Grande em museu em Moscou.

Mule é um calçado masculino inventado no final do século XIX, bastante apreciado por mulheres e convertido em modelos femininos também, conhecido por ser fechado na frente e completamente aberto atrás. Tem salto e normalmente é feito em couro, sendo um calçado mais clássico e elegante.